# Myospalacinae
Chuột Zokor (Danh pháp khoa học: Myospalacinae) là một phân họ gồm các loại gặm nhấm trong họ Dúi thuộc bộ gặm nhấm ở châu Á. Phân họ này gồm hai chi là Myospalax và Eospalax, các loài trong phân họ này phân bố nhiều ở Trung Quốc, Kazakhstan và Siberia thuộc Nga.

## Phân loại
Phân họ Myospalacinae
- Chi Myospalax
  - Myospalax myospalax: Nhóm loài (species group)
    - Myospalax aspalax
    - Myospalax myospalax

  - Myospalax psilurus: Nhóm loài (species group)
    - Myospalax psilurus
- Chi Eospalax
  - Eospalax fontanierii
  - Eospalax rothschildi
  - Eospalax smithii